# Pierre Reboud
Pierre Reboud (né en 1944) est un haut fonctionnaire de l'administration territoriale, qui a surtout occupé des postes dans les Bouches-du-Rhône.

## Biographie
Né en 1944, Pierre Reboud est le fils d'un chirurgien de renom d'Aix-en-Provence. Il fait ses études chez les Jésuites, avant d'obtenir un diplôme de l'Ecole des hautes études commerciales (HEC). Il est membre du Parti communiste jusqu'en 1984. Il commence sa carrière professionnelle à Electricité de France (EDF), avant de travailler dans différents bureaux d'études. Il occupe, de 1992 à 1998, le poste de directeur de cabinet du président du Conseil général des Bouches-du-Rhône Lucien Weygand, où il succède à Michel Blachon.

## RTM
Il est, de 2000 au 30 novembre 2008, directeur de la Régie Départementale des Transports des Bouches-du-Rhône (RDT 13) qu'il redresse. Le 1er décembre 2008, le conseil d’administration de la Régie des transports de Marseille (RTM), présidé par le conseiller communautaire Karim Zeribi le nomme directeur général, poste auquel il succède à Josiane Beaud, qui l'occupait depuis le 1er mai 2007.

### Illégalité de son indemnité de licenciement
En juin 2022, la chambre régionale des comptes de la région PACA a envoyé une demande de remboursement de l'indemnité de licenciement de juillet 2000 de l'ancien directeur général de la RTM Pierre Reboud (76 ans), à hauteur de 215 410 euros.

## Note
1. ↑  Le très onéreux cadeau de départ de l’ancien directeur de la RTM, MarsActu, 17 octobre 2022